# Józef Kiedroń
Józef Kiedroń (23. března 1879 Dolní Bludovice – 25. ledna 1932 Berlín) byl důlní inženýr, sociální aktivista, politik, polský ministr průmyslu a obchodu

## Životopis
Narodil se v rolnické rodině Józefa a Marianny roz. Jaworek. Po ukončení lidové školy v Dolní Datyni studoval na reálném gymnáziu v Těšíně, které absolvoval v roce 1898. Během studia patřil k polským mládežnickým podzemním organizacím „ Jednota“ a „Pochodeň". Ve studiu pokračoval na Lvovské polytechnice a v roce 1899 začal studovat na Báňské akademii v Leobenu (Rakousko), na které promoval v roce 1902. Od roku 1902 do roku 1920 pracoval ve strojírenském a uhelném průmyslu ve Vítkovicích a v různých dolech Ostravsko-karvinské uhelné pánve jako inženýr a později prezident a člen dozorčí rady (1906–1918). Měl neocenitelné zásluhy v rozvoji polského národního školství na Těšínsku, organizoval sociální kampaně pro polské gymnázium v Orlové. Byl hlavním iniciátorem a spoluzakladatelem první polské hornické školy v Doubravě (1907) kde byl přednášejícím až do roku 1918. Byl aktivistou v národním hnutí na Těšínsku a jako člen Národní ligy v říjnu 1918 inicioval vytvoření Národní rady Těšínska a byl spoluautorem projektu připojení Těšínska k Polsku. Proto byl dvakrát českými úřady vězněn. Od února 1922 byl ředitelem Slezského odboru polského ministerstva průmyslu a obchodu. Od 19. prosince 1923 do 16. května 1925 byl ministrem téhož ministerstva ve vládě Władysława Grabského. S cílem rozvíjet export polského uhlí po moři prosadil a uzavřel 4. července 1924 úvěrovou dohodu vlády s francouzsko-polským konsorciem pro stavbu přístavu v Gdyni. Během jeho funkčního období byly navázány obchodní vztahy s mnoha evropskými zeměmi, zejména se Švédskem jako největším skandinávským trhem a Československem – dovozcem hornoslezského uhlí a také důležitou tranzitní zemí na jih. V letech 1926–1932 byl ředitelem Hornoslezské hornické a hutní společnosti „Królewska a Laura“. Jeho dalším cílem byl rozvoj národní železnice, který byl dán potřebou posílit spojení mezi Horním Slezskem a Baltským mořem a také hospodářskými oblastmi Polska na východě. V roce 1927 zahájil výstavbu hlavní železniční trati z Horního Slezska do Gdaňska.
Jeho manželkou byla od 1. srpna 1905 sociální aktivistka Zofia Kirkor-Kiedroniowa, sestra Stanisława a Władysława Grabských. Měli dva syny, Władysława a Jana.
Józef Kiedroň zemřel 25. ledna 1932 v Berlíně. Byl pohřben na evangelickém hřbitově v Těšíně.

### Vyznamenání
- Řád znovuzrozeného Polska (2. května 1923)
- Řád polární hvězdy (Švédsko, 1925)